# محمود الخطیب
محمود الخطیب (عربی مصری: محمود الخطيب؛ زادهٔ ۳۰ اکتبر ۱۹۵۴) یک ورزشکار اهل مصر است.
از باشگاه‌هایی که در آن بازی کرده‌است می‌توان به باشگاه ورزشی الاهلی مصر و تیم ملی فوتبال مصر اشاره کرد.
وی همچنین در تیم ملی فوتبال مصر بازی کرده است.